# BinckBank Tour 2020
De BinckBank Tour 2020 stond aanvankelijk gepland van 31 augustus tot en met 6 september. Vanwege de coronapandemie maakte de UCI op 5 mei 2020 de nieuwe kalender bekend waarbij deze wedstrijd werd verzet van 29 september tot en met 3 oktober. Het aantal etappes werd aangepast van zeven naar vijf. De wedstrijd begon op de dinsdag na het wereldkampioenschap wielrennen en viel op de woensdag samen met de Waalse Pijl en de slotdag was tevens de eerste dag van de Ronde van Italië. De startplaats, die oorspronkelijk was toegekend aan het Friese Dokkum, werd verplaatst naar het West-Vlaamse Blankenberge. De aankomst bleef traditioneel op de Vesten in Geraardsbergen.
Na de verscherpte coronamaatregelen in Nederland, die werden aangekondigd op 28 september, werd besloten om etappe 2 te schrappen en de rest van de BinckBank Tour, in aangepast schema, alleen in België te laten plaatsvinden.
De Nederlander Mathieu van der Poel volgde de Belg Laurens De Plus op als winnaar op de erelijst.

## Parcours
| Datum             | Etappe | Start - Finish                              | Afstand          | Type                           | Winnaar                      | Klassementsleider            |
| ----------------- | ------ | ------------------------------------------- | ---------------- | ------------------------------ | ---------------------------- | ---------------------------- |
| 29 september 2020 | 1      | Blankenberge - Ardooie                      | 132,1 km         | Vlakke rit                     | Jasper Philipsen             | Jasper Philipsen             |
| 30 september 2020 | 2      | Vlissingen - Vlissingen                     | 10,9 km          | Individuele tijdrit            | Etappe geschrapt, nu rustdag | Etappe geschrapt, nu rustdag |
| 1 oktober 2020    | 3      | Philippine Aalter - Aalter                  | 173,3 157 km     | Vlakke rit                     | Mads Pedersen                | Mads Pedersen                |
| 2 oktober 2020    | 4      | Riemst - Sittard-Geleen Riemst              | 196,1 km 8,14 km | Vlakke rit Individuele tijdrit | Søren Kragh Andersen         | Mads Pedersen                |
| 3 oktober 2020    | 5      | Ottignies-Louvain-la-Neuve - Geraardsbergen | 185 km           | Heuvelrit                      | Mathieu van der Poel         | Mathieu van der Poel         |

## Etappe-uitslagen

### 1e etappe
| Blankenberge - Ardooie (132,1 km) |                      |                      |          |
| Plaats                            | Naam                 | Ploeg                | Tijd     |
| Winnaar                           | Jasper Philipsen     | UAE Team Emirates    | 2u59'26" |
| 2                                 | Mads Pedersen        | Trek-Segafredo       | z.t.     |
| 3                                 | Pascal Ackermann     | BORA-hansgrohe       | z.t.     |
| 4                                 | Danny van Poppel     | Circus-Wanty Gobert  | z.t.     |
| 5                                 | Stefan Bissegger     | EF Education First   | z.t.     |
| 6                                 | Alberto Dainese      | Team Sunweb          | z.t.     |
| 7                                 | Nils Eekhoff         | Team Sunweb          | z.t.     |
| 8                                 | Lorrenzo Manzin      | Total Direct Energie | z.t.     |
| 9                                 | Mathieu van der Poel | Alpecin-Fenix        | z.t.     |
| 10                                | Tim Merlier          | Alpecin-Fenix        | z.t.     |

| Algemeen klassement |                      |                       |          |
| Plaats              | Naam                 | Ploeg                 | Tijd     |
| Lichtgroene trui    | Jasper Philipsen     | UAE Team Emirates     | 2u59'16" |
| 2                   | Mads Pedersen        | Trek-Segafredo        | + 4"     |
| 3                   | Mike Teunissen       | Team Jumbo-Visma      | + 5"     |
| 4                   | Pascal Ackermann     | BORA-hansgrohe        | + 6"     |
| 5                   | Mathieu van der Poel | Alpecin-Fenix         | + 7"     |
| 6                   | Yves Lampaert        | Deceuninck–Quick-Step | z.t.     |
| 7                   | Mark Cavendish       | Bahrain McLaren       | + 9"     |
| 8                   | Danny van Poppel     | Circus-Wanty Gobert   | + 10"    |
| 9                   | Stefan Bissegger     | EF Education First    | z.t.     |
| 10                  | Alberto Dainese      | Team Sunweb           | z.t.     |

### 2e etappe
Na de verscherpte coronamaatregelen in Nederland, die werden aangekondigd op 28 september 2020, werd besloten om etappe 2 te schrappen en de rest van de BinckBank Tour 2020 alleen in België te laten plaatsvinden. De tweede etappe werd daarom een rustdag voor de renners.

### 3e etappe
| Aalter - Aalter (157 km) |                    |                       |          |
| Plaats                   | Naam               | Ploeg                 | Tijd     |
| Winnaar                  | Mads Pedersen      | Trek-Segafredo        | 3u26'09" |
| 2                        | Jasper Philipsen   | UAE Team Emirates     | z.t.     |
| 3                        | Pascal Ackermann   | BORA-hansgrohe        | z.t.     |
| 4                        | Danny van Poppel   | Circus-Wanty Gobert   | z.t.     |
| 5                        | Tim Merlier        | Alpecin-Fenix         | z.t.     |
| 6                        | Zdeněk Štybar      | Deceuninck–Quick-Step | z.t.     |
| 7                        | Christophe Laporte | Cofidis               | z.t.     |
| 8                        | Florian Sénéchal   | Deceuninck–Quick-Step | z.t.     |
| 9                        | Lorrenzo Manzin    | Total Direct Energie  | z.t.     |
| 10                       | Sep Vanmarcke      | EF Education First    | z.t.     |

| Algemeen klassement |                      |                       |          |
| Plaats              | Naam                 | Ploeg                 | Tijd     |
| Lichtgroene trui    | Mads Pedersen        | Trek-Segafredo        | 6u25'21" |
| 2                   | Jasper Philipsen     | UAE Team Emirates     | z.t.     |
| 3                   | Jonas Rickaert       | Alpecin-Fenix         | + 7"     |
| 4                   | Pascal Ackermann     | BORA-hansgrohe        | + 8"     |
| 5                   | Mike Teunissen       | Team Jumbo-Visma      | + 11"    |
| 6                   | Mathieu van der Poel | Alpecin-Fenix         | + 13"    |
| 7                   | Yves Lampaert        | Deceuninck–Quick-Step | z.t.     |
| 8                   | Danny van Poppel     | Circus-Wanty Gobert   | + 16"    |
| 9                   | Tim Merlier          | Alpecin-Fenix         | z.t.     |
| 10                  | Lorrenzo Manzin      | Total Direct Energie  | z.t.     |

### 4e etappe
| Riemst - Riemst (ITT) (8,14 km) |                      |                       |       |
| Plaats                          | Naam                 | Ploeg                 | Tijd  |
| Winnaar                         | Søren Kragh Andersen | Team Sunweb           | 9'59" |
| 2                               | Stefan Küng          | Groupama-FDJ          | + 6"  |
| 3                               | Stefan Bissegger     | EF Education First    | + 7"  |
| 4                               | Mads Pedersen        | Trek-Segafredo        | + 9"  |
| 5                               | Mathieu van der Poel | Alpecin-Fenix         | + 13" |
| 6                               | Jasha Sütterlin      | Team Sunweb           | + 17" |
| 7                               | Jannik Steimle       | Deceuninck–Quick-Step | + 18" |
| 8                               | Yves Lampaert        | Deceuninck–Quick-Step | + 20" |
| 9                               | Max Walscheid        | NTT Pro Cycling       | + 21" |
| 10                              | Christophe Laporte   | Cofidis               | z.t.  |

| Algemeen klassement |                      |                       |          |
| Plaats              | Naam                 | Ploeg                 | Tijd     |
| Lichtgroene trui    | Mads Pedersen        | Trek-Segafredo        | 6u35'31" |
| 2                   | Søren Kragh Andersen | Team Sunweb           | + 7"     |
| 3                   | Stefan Küng          | Groupama-FDJ          | + 13"    |
| 4                   | Stefan Bissegger     | EF Education First    | + 14"    |
| 5                   | Mathieu van der Poel | Alpecin-Fenix         | + 17"    |
| 6                   | Jasper Philipsen     | UAE Team Emirates     | + 19"    |
| 7                   | Yves Lampaert        | Deceuninck–Quick-Step | + 24"    |
| 8                   | Max Walscheid        | NTT Pro Cycling       | + 28"    |
| 9                   | Mike Teunissen       | Team Jumbo-Visma      | + 30"    |
| 10                  | Florian Sénéchal     | Deceuninck–Quick-Step | + 31"    |

### 5e etappe
| Ottignies-Louvain-la-Neuve - Geraardsbergen (185 km) |                      |                       |          |
| Plaats                                               | Naam                 | Ploeg                 | Tijd     |
| Winnaar                                              | Mathieu van der Poel | Alpecin-Fenix         | 4u07'38" |
| 2                                                    | Oliver Naesen        | AG2R La Mondiale      | + 3"     |
| 3                                                    | Sonny Colbrelli      | Bahrain McLaren       | + 5"     |
| 4                                                    | Søren Kragh Andersen | Team Sunweb           | z.t.     |
| 5                                                    | Stefan Küng          | Groupama-FDJ          | + 9"     |
| 6                                                    | Dimitri Claeys       | Cofidis               | + 47"    |
| 7                                                    | Yves Lampaert        | Deceuninck–Quick-Step | + 50"    |
| 8                                                    | Iván García          | Bahrain McLaren       | + 1'08"  |
| 9                                                    | Jempy Drucker        | BORA-hansgrohe        | + 1'12"  |
| 10                                                   | Florian Sénéchal     | Deceuninck–Quick-Step | + 1'13"  |

## Klassementenverloop
| Etappe | Winnaar              | Algemeen klassement  | Puntenklassement | Strijdlustklassement |
| 1      | Jasper Philipsen     | Jasper Philipsen     | Jasper Philipsen | Milan Menten         |
| 2      | Etappe geschrapt     | Jasper Philipsen     | Jasper Philipsen | Milan Menten         |
| 3      | Mads Pedersen        | Mads Pedersen        | Mads Pedersen    | Kenneth Van Rooy     |
| 4      | Søren Kragh Andersen | Mads Pedersen        | Mads Pedersen    | Kenneth Van Rooy     |
| 5      | Mathieu van der Poel | Mathieu van der Poel | Mads Pedersen    | Kenneth Van Rooy     |

## Eindklassementen
| Plaats           | Naam                 | Ploeg                 | Tijd      |
| ---------------- | -------------------- | --------------------- | --------- |
| Lichtgroene trui | Mathieu van der Poel | Alpecin-Fenix         | 10u43'08" |
| 2                | Søren Kragh Andersen | Team Sunweb           | + 8"      |
| 3                | Stefan Küng          | Groupama-FDJ          | + 23"     |
| 4                | Yves Lampaert        | Deceuninck–Quick-Step | + 1'16"   |
| 5                | Mads Pedersen        | Trek-Segafredo        | + 1'21"   |
| 6                | Sonny Colbrelli      | Bahrain McLaren       | + 1'42"   |
| 7                | Florian Sénéchal     | Deceuninck–Quick-Step | + 1'45"   |
| 8                | Mike Teunissen       | Team Jumbo-Visma      | + 1'49"   |
| 9                | Florian Vermeersch   | Lotto Soudal          | + 1'59"   |
| 10               | John Degenkolb       | Lotto Soudal          | + 2'02"   |

| Plaats    | Naam                 | Ploeg             | Punten |
| --------- | -------------------- | ----------------- | ------ |
| Rode trui | Mads Pedersen        | Trek-Segafredo    | 55     |
| 2         | Jasper Philipsen     | UAE Team Emirates | 55     |
| 3         | Mathieu van der Poel | Alpecin-Fenix     | 41     |

| Plaats      | Naam             | Ploeg                    | Punten |
| ----------- | ---------------- | ------------------------ | ------ |
| Zwarte trui | Kenneth Van Rooy | Sport Vlaanderen-Baloise | 28     |
| 2           | Dries De Bondt   | Alpecin-Fenix            | 19     |
| 3           | Pim Ligthart     | Total Direct Energie     | 16     |

1948 · 1949 · 1950 · 1951 · 1952 · 1953 · 1954 · 1955 · 1956 · 1957 · 1958 · 1959 · 1960 · 1961 · 1962 · 1963 · 1964 · 1965 · 1966 · 1967 · 1968 · 1969 · 1970 · 1971 · 1972 · 1973 · 1974 · 1975 · 1976 · 1977 · 1978 · 1979 · 1980 · 1981 · 1982 · 1983 · 1984 · 1985 · 1986 · 1987 · 1988 · 1989 · 1990 · 1991 · 1992 · 1993 · 1994 · 1995 · 1996 · 1997 · 1998 · 1999 · 2000 · 2001 · 2002 · 2003 · 2004 · 2005 · 2006 · 2007 · 2008 · 2009 · 2010 · 2011 · 2012 · 2013 · 2014 · 2015 · 2016 · 2017 · 2018 · 2019 · 2020 · 2021 · 2022 · 2023 · 2024
Tour Down Under ·
Great Ocean Road Race ·
Ronde van de Verenigde Arabische Emiraten ·
Omloop Het Nieuwsblad ·
Parijs-Nice · 
Strade Bianche ·
Ronde van Polen ·
Milaan-San Remo ·
Ronde van Lombardije ·
Critérium du Dauphiné ·
Bretagne Classic ·
Ronde van Frankrijk ·
Tirreno-Adriatico · 
BinckBank Tour ·
Waalse Pijl ·
Ronde van Italië ·
Luik-Bastenaken-Luik ·
Gent-Wevelgem ·
Ronde van Vlaanderen ·
Ronde van Spanje ·
Driedaagse Brugge-De Panne

afgelaste wedstrijden: Parijs-Roubaix ·
Ronde van Guangxi ·
Ronde van Catalonië ·
E3 BinckBank Classic ·
Dwars door Vlaanderen ·
Ronde van het Baskenland ·
Eschborn-Frankfurt ·
Ronde van Romandië ·
Ronde van Zwitserland ·
Clásica San Sebastián ·
RideLondon Classic ·
EuroEyes Cyclassics ·
GP Quebec ·
GP Montreal ·
Amstel Gold Race